# Grange Falquet
Grange Falquet, est un bâtiment situé dans la ville genevoise de Chêne-Bougeries, en Suisse.

## Histoire
Originellement simple grange appartenant à la famille d'horlogers Falquet (d'où son nom), le bâtiment a été rénové pour être transformé en immeuble d'habitation.
Il est inscrit comme bien culturel suisse d'importance nationale sous la simple dénomination « Grange Falquet » et a donné son nom à la rue sur lequel il se trouve.
Dans l'année de fondation du Comité international de la Croix-Rouge (1863), nommé Comité international de secours aux blessés en cas de guerre, de grandes facilités ont été offertes aux convalescents pour le rétablissement de leur santé. Les trois établissements de Miolan ont alors reçu des enfants des deux sexes, dont la Grange Falquet était affecté aux jeunes garçons, la Pension de Tournay aux jeunes filles, et alors Bessinges et Colovrex aux adultes.